# 섬 개수 순 나라 목록
이 문서는 국가별 섬 수를 나열한 것으로, 각 영토 내 섬 수를 보여준다. 어떤 경우에는 이 수치가 대략적이어서 어떤 섬이 포함되는지에 따라 출처마다 약간씩 다를 수 있다. 포함 기준이 국가마다 상당히 다르게 나타나므로, 직접적으로 비교할 수는 없다. 언어마다 섬의 크기, 모양, 고도에 따라 다른 단어를 사용한다. 예를 들어, 영어에서는 더 작은 섬을 작은 섬(islet), 스케리(skerry), 케이(cay), 또는 에이엇(eyot)이라고 부르기도 하여 어떤 상황에서는 섬으로 분류하는 데 혼란을 초래할 수 있다. 이는 어떤 섬이 계산되고 어떤 섬이 계산되지 않는지에 영향을 미칠 수 있다. 어떤 섬은 때때로 조수 때문에 완전히 잠기기도 하는데, 일부 국가에서는 이러한 섬을 계산하지 않지만 다른 국가에서는 계산하기도 한다. 섬 수가 다를 경우, 이 문서에서는 가장 신뢰할 수 있는 출처의 가장 높은 수치를 사용한다.
이 문서를 위해 나열된 국가들의 섬은 다음 정의에 따라 결정된다: "섬은 내륙 수로나 외해에서 해수면 위에 영구적으로 존재하는 육지이다. 섬은 완전히 물로 둘러싸여 있지만, 대륙은 아니어야 한다."
이 문서는 약 100만 개의 섬을 포함한다.

## 목록
| 국가                        | 섬 수   | 유인도 수 | 비고 | 목록 링크                     | 출처                 |
| --------------------------- | ------- | --------- | --- | ----------------------------- | -------------------- |
| 알제리                      | 240     |           | 32개 섬과 208개 작은 섬; 해안 섬/작은 섬만 해당. | 목록                          | [ 2 ]                |
| 앤티가 바부다               | 54      | 2         | 3개의 주요 섬(앤티가, 바부다, 레돈다)과 51개의 연안 섬. | 목록                          | [ 3 ] [ 4 ]          |
| 아르헨티나                  | 152     |           | 일부 추가 섬은 영토 분쟁 지역이다. | 목록                          | [ 5 ]                |
| 오스트레일리아              | 8,222   | 19        | | 목록                          | [ 6 ]                |
| 아제르바이잔                | 16      | 1         | | 목록                          | [ 7 ]                |
| 바하마                      | 700     |           | | 목록                          | [ 8 ]                |
| 방글라데시                  | 700     |           | | 목록                          | [ 9 ]                |
| 바베이도스                  | 4       | 1         | 현재 바베이도스에는 2개의 섬과 2개의 모래톱이 있다. 추가로 존재했던 역사적인 섬(펠리컨 섬)은 더 이상 존재하지 않는다. | 목록                          | [ 10 ]               |
| 벨리즈                      | 450     |           | | 목록                          | [ 11 ]               |
| 보스니아 헤르체고비나       | 3       |           | 세계의 해안 국가 중 모나코만이 보스니아 헤르체고비나보다 해안선이 짧다. | 목록                          | [ 12 ]               |
| 브라질                      | 1,200   |           | | 목록                          | [ 13 ]               |
| 브루나이                    | 33      |           | | 목록                          | [ 14 ]               |
| 불가리아                    | 117     |           | | 목록                          |                      |
| 캄보디아                    | 71      | 9         | | 목록                          | [ 15 ]               |
| 캐나다                      | 52,455  | 260       | 캐나다에는 프린스에드워드아일랜드주, 밴쿠버섬, 몬트리올섬, 매니툴린섬을 포함한 여러 개의 큰 유인도가 있다. | 목록                          | [ 1 ]                |
| 카보베르데                  | 15      | 9         | 10개의 섬과 5개의 작은 섬 | 목록                          | [ 16 ]               |
| 칠레                        | 43,471  | 2,324     | 3,739개의 섬(9,000 m2 (97,000 ft2) 이상)과 2180개의 작은 섬(3,000 m2 (32,000 ft2) 이상) | 목록                          | [ 17 ] [ 18 ]        |
| 중화인민공화국              | 7,226   | 433       | 500 m2 (5,400 ft2)만 해당. 홍콩과 마카오 포함. | 목록                          | [ 19 ]               |
| 콜롬비아                    | 74      |           | | 목록                          | [ 20 ]               |
| 코스타리카                  | 120     |           | | 목록                          | [ 21 ]               |
| 크로아티아                  | 1,246   | 48        | | 목록                          | [ 22 ]               |
| 쿠바                        | 4,195   | 8         | | 목록                          | [ 23 ]               |
| 덴마크                      | 406     | 70        | | 목록                          | [ 24 ]               |
| 도미니카 연방               | 3       | 1         | 총 면적 750 km2 (290 mi2)의 도미니카 연방은 2개의 작은 연안 섬과 1개의 분쟁 지역 섬을 포함한다. | 목록                          | [ 25 ] [ 26 ]        |
| 이집트                      | 1,048   |           | | 목록                          | [ 27 ]               |
| 에스토니아                  | 2,355   | 22        | | 목록                          | [ 28 ] [ 29 ]        |
| 적도 기니                   | 8       |           | |                               | [ 30 ] [ 31 ]        |
| 피지                        | 330     | 110       | | 목록                          |                      |
| 핀란드                      | 178,947 | 780       | | 목록                          | [ 32 ]               |
| 프랑스                      | 1,900   | 109       | | 목록                          | [ 33 ]               |
| 그리스                      | 6,000   | 227       | 포함 기준에 따라 1,200개에서 6,000개까지 다양하다. 유인도 수는 166개에서 227개까지 다양하게 인용된다. | 목록                          | [ 35 ]               |
| 기니비사우                  | 88      |           | | 목록                          | [ 37 ]               |
| 가이아나                    | 365     |           | 모든 섬은 에세키보강에 있다. |                               | [ 38 ]               |
| 아이티                      | 59      |           | | 목록                          | [ 39 ]               |
| 온두라스                    | 102     |           | | 목록                          | [ 40 ]               |
| 홍콩 중화인민공화국 참조.   | 263     | 15        | >500 m2 (5,400 ft2)만 해당. "많은" 또는 "대부분"이 유인도이다. | 목록                          | [ 41 ]               |
| 아이슬란드                  | 2,000   | 4         | 1개의 큰 섬과 "약 30개의 작은 섬, 그리고 수천 개의 바위와 암초." | 목록                          | [ 42 ] [ 43 ]        |
| 인도                        | 1,382   | 47        | "확인된 연안 섬." 안다만 니코바르 제도는 572개의 섬으로 구성되어 있으며, 그 중 37개가 유인도이다. 락샤드위프 제도는 32개의 섬으로 구성되어 있으며, 그 중 10개가 유인도이다. | 목록                          | [ 46 ]               |
| 인도네시아                  | 17,508  | 6,000     | 가장 큰 군도 국가. 5개의 주요 섬과 약 30개의 작은 섬들로 구성되어 있으며, 약 6,000개가 유인도이다. | 위치별 면적별 인구별 극지방별 | [ 47 ]               |
| 이란                        | 427     |           | | 목록                          | [ 48 ]               |
| 아일랜드                    | 500     |           | | 목록                          | [ 49 ]               |
| 이탈리아                    | 808     | 77        | | 목록                          |                      |
| 일본                        | 14,125  | 430       | 둘레가 최소 0.1 km (0.062 mi) 이상인 섬 14,125개. | 면적별 위치별                 | [ 50 ] [ 51 ] [ 52 ] |
| 키리바시                    | 33      | 21        | 32개 환초와 1개 석회암 섬; 21개 섬이 유인도이다. | 목록                          | [ 53 ]               |
| 라오스                      | 4,000   |           | 시판돈("4천 개의 섬")은 라오스 남부 메콩강에 있는 군도이다. 약 4,000개의 작은 섬들로 이루어져 있다고 알려져 있지만, 정확한 수는 아무도 모른다. 일부 섬은 작아서 홍수 시 사라진다. |                               | [ 54 ]               |
| 레바논                      | 12      | 3         | 레바논에는 12개의 섬이 있으며, 그 중 11개는 트리폴리 해안에, 1개는 시돈 해안에 있다. 가장 큰 섬은 팜 아일랜드이며, 그 다음으로 사나니와 람킨(예전에는 유인도였음)이 있다. 남부 도시 티레는 기원전 332년 티레 공방전까지 섬이었으며, 알렉산더 대왕의 군대가 섬을 점령하기 위해 본토 레바논과 연결되었다.                                                                     | 목록                          | [ 56 ]               |
| 마카오 중화인민공화국 참조. | 2       |           | |                               | [ 57 ]               |
| 마다가스카르                | 250     |           | | 목록                          | [ 58 ]               |
| 말레이시아                  | 878     |           | 가장 큰 섬인 보르네오섬은 브루나이 및 인도네시아와 공유한다. | 목록                          |                      |
| 몰디브                      | 1,192   | 187       | 10개의 환초에 총 1,192개의 섬; 187개의 섬이 유인도이다. | 목록                          | [ 59 ]               |
| 몰타                        | 21      | 3         | 3개의 유인도(몰타, 고조, 코미노), 3개의 작은 섬, 12개의 "큰 바위" | 목록                          | [ 60 ]               |
| 마셜 제도                   | 34      | 24        | 29개의 환초와 5개의 고립된 섬. | 목록                          | [ 61 ] [ 62 ]        |
| 모리셔스                    | 50      |           | | 목록                          | [ 63 ]               |
| 멕시코                      | 1,356   | 131       | | 목록                          | [ 64 ]               |
| 미크로네시아                | 607     | 65        | 4개의 주요 섬 그룹 | 목록                          | [ 65 ] [ 66 ]        |
| 나우루                      | 1       | 1         | | —                             | [ 67 ]               |
| 뉴질랜드                    | 600     | 22        | 두 주요 섬에서 약 50 km (31 mi) 이내의 대략적인 섬 수; 연관 국가 및 남극 섬은 제외. 뉴질랜드 섬 중 약 22개 섬에 사람들이 거주한다. | 목록                          | [ 68 ]               |
| 네덜란드                    | 34      | 15        | | 네덜란드 네덜란드령 안틸레스  |                      |
| 조선민주주의인민공화국      | 3,579   |           | | 목록                          | [ 69 ]               |
| 북마케도니아                | 30      | 0         | 0.01 km2 (2.5 ac)보다 큰 섬 13개, 호수 내 6개, 나머지는 강에 있다. | 목록                          | [ 70 ]               |
| 노르웨이                    | 320,249 | 200+      | 노르웨이 해안을 따라 총 320,249개의 섬, 작은 섬 또는 암초가 있다. 카르트베르케트(노르웨이 지도 당국)는 10 m2 (110 ft2)보다 큰 섬을 정식 섬으로 간주하며, 그 수는 239,057개이고, 나머지 81,192개는 암초이다. 그러나 이 목록에서 사용된 정의에 따르면, 320,249개 모두 섬으로 간주된다. 오래된 자료에 따르면 53,789개의 섬이 있는데, 이는 해안 섬만을 나타내는 수치일 수 있다. | 목록                          | [ 72 ] [ 73 ]        |
| 파키스탄                    | 12      | 7         | 파키스탄의 가장 큰 섬, 아스톨라 | 목록                          | [ 74 ]               |
| 팔라우                      | 200     | 8         | 영구적으로 거주하는 8개의 섬 | 목록                          | [ 75 ]               |
| 파푸아뉴기니                | 600     |           | | 목록                          | [ 76 ]               |
| 페루                        | 233     | 8         | 해양 섬 및 작은 섬은 약 94.36 km (58.63 mi), 호수 내 섬은 39.04 km (24.26 mi)이다. | 목록                          | [ 77 ]               |
| 필리핀                      | 7,641   | 2,000     | 수천 개의 섬은 이름이 없으며, 매우 작다. | 목록                          | [ 78 ] [ 79 ]        |
| 폴란드                      | 203     |           | 우제돔 (독일과 공유)과 볼린섬은 사주섬이며, 나머지는 석호, 호수 또는 강에 있는 섬이다. | 목록                          | [ 80 ]               |
| 포르투갈                    | 102     | 23        | 23개의 포르투갈 섬이 유인도이다. | 목록                          |                      |
| 러시아                      | 1,338   | 140       | | 목록                          | [ 81 ]               |
| 사모아                      | 12      | 4         | | 목록                          | [ 82 ]               |
| 세인트빈센트 그레나딘       | 32      |           | | 목록                          | [ 83 ]               |
| 사우디아라비아              | 1,285   | 6         | | 목록                          | [ 84 ]               |
| 스코틀랜드 영국 참조.       | 790     | 94        | | 목록                          | [ 85 ]               |
| 세네갈                      | 35      | 9         | | 목록                          |                      |
| 세르비아                    | 35      | 1–3       | 오스트로보는 영구적으로 사람이 살고 있으며, 아다와 대영도는 가끔 사람이 거주한다. 대부분의 섬은 다뉴브강과 사바강에 있다. | 목록                          |                      |
| 세이셸                      | 115     |           | | 목록                          | [ 86 ]               |
| 시에라리온                  | 19      |           | | 목록                          | [ 87 ]               |
| 싱가포르                    | 64      | 32        | 여기에는 센토사, 풀라우 우빈, 세인트 존스 아일랜드, 시스터즈 아일랜드가 포함된다. | 목록                          | [ 88 ]               |
| 솔로몬 제도                 | 992     | 147       | | 목록                          | [ 89 ]               |
| 소말리아                    | 140     |           | | 목록                          | [ 90 ]               |
| 대한민국                    | 3,358   | 2,876     | | 목록                          | [ 91 ]               |
| 스페인                      | 179     | 21        | | 목록                          | [ 92 ]               |
| 스리랑카                    | 100     | 3         | 대부분의 섬은 본토의 북부 및 동부 지역에 위치한다. 가장 눈에 띄는 작은 섬들은 북부주의 자프나반도 서쪽에 있다. | 목록                          | [ 93 ]               |
| 수단                        | 20      |           | | 목록                          | [ 94 ]               |
| 스웨덴                      | 267,570 | 984       | 2013년에는 8,000개 이상의 섬에 어떤 형태로든 건물이 있었으며, 대부분은 무인도였다. 2013년에는 160만 명 이상(인구의 17%)이 섬에 거주했다. 이 수치는 스웨덴의 대도시 지역에 인구 밀도가 높은 섬들이 있기 때문에 높게 나타난다. | 목록                          | [ 95 ]               |
| 시리아                      | 5       | 1         | 아르와드는 시리아의 유일한 유인도이다. 내륙 섬은 포함되지 않았다. | 목록                          | [ 96 ]               |
| 중화민국                    | 168     |           | | 목록                          | [ 97 ]               |
| 태국                        | 1,430   | 47        | | 목록                          | [ 98 ]               |
| 통가                        | 169     | 36        | 총 군도 면적은 약 750 km2 (290 mi2)이며, 남태평양 700,000 km2 (270,000 mi2)에 흩어져 있다. | 목록                          | [ 99 ]               |
| 튀르키예                    | 500     |           | | 목록                          |                      |
| 투발루                      | 9       | 9         | 6개의 환초와 3개의 산호섬. | 목록                          | [ 100 ]              |
| 영국                        | 6,346   | 129       | 측량청 지도에 표시된 모든 연안 섬 포함. 잉글랜드, 스코틀랜드, 웨일스: 6,289개; 북아일랜드: 57개. (제외: 맨 섬: 30개; 건지 보호령: 57개; 저지 보호령: 274개; 해외 종속 지역.) 유인도. 잉글랜드: 24개; 스코틀랜드: 93개; 웨일스: 9개; 북아일랜드: 2개; 브리튼: 1개. | 목록                          | [ 103 ]              |
| 우간다                      | 84      |           | 대부분의 섬은 빅토리아 호수에 있다. | 목록                          | [ 104 ]              |
| 미국                        | 18,617  | 10,000    | | 목록                          | [ 105 ]              |
| 바누아투                    | 83      |           | | 목록                          | [ 106 ]              |
| 베네수엘라                  | 650     | 350       | 대부분이 처녀지이며 마르가리타 섬이 베네수엘라에서 가장 큰 섬이다. | 목록                          |                      |
| 베트남                      | 3,000   |           | | 목록                          | [ 107 ]              |

## 같이 보기
- 섬 수별 군도 목록
- 가장 큰 섬별 국가 목록
- 섬 목록